# Paraje (Nuevo México)
Paraje es un lugar designado por el censo (en inglés, census-designated place, CDP) ubicado en el condado de Cíbola, Nuevo México, Estados Unidos. Según el censo de 2020, tiene una población de 705 habitantes.
Está situado en tierras de la reserva indígena del Pueblo de Laguna.

## Geografía
La localidad está ubicada en las coordenadas 35°2′40″N 107°28′5″O / 35.04444, -107.46806. Según la Oficina del Censo de los Estados Unidos, tiene una superficie de 14.44 km², correspondientes en su totalidad a tierra firme.

## Demografía
Según el censo de 2020, hay 705 personas residiendo en la localidad. La densidad de población es de 48.82 hab./km². El 95.60% de los habitantes son amerindios, el 1.13% son blancos, el 1.42% son de otras razas y el 1.84% son de una mezcla de razas. Del total de la población, el 1.84% son hispanos o latinos de cualquier raza.